# Saint-Launeuc
Saint-Launeuc är en kommun i departementet Côtes-d'Armor i regionen Bretagne i nordvästra Frankrike. Kommunen ligger i kantonen Merdrignac som tillhör arrondissementet Dinan. År 2022 hade Saint-Launeuc 190 invånare.

## Befolkningsutveckling
Antalet invånare i kommunen Saint-Launeuc
Referens:INSEE